# Bistum São Luíz de Cáceres
Das Bistum São Luíz de Cáceres (lateinisch Dioecesis Sancti Aloisii de Caceres) ist ein römisch-katholisches Bistum mit Sitz in Cáceres im brasilianischen Bundesstaat Mato Grosso.
Das Bistum ist eine Suffragandiözese des Erzbistums Cuiabá und wurde am 5. April 1910 gegründet. 1925 wurde das Bistum Amazonas, später die Prälatur Porto Velho, ausgegliedert; 1929 erfolgte die Ausgliederung der Prälatur Guajará-Mirim.

## Bischöfe von São Luíz de Cáceres
- Modesto Augusto Vieira, 1911–1914, dann Weihbischof in Mariana
- Pierre Louis Marie Galibert, Franziskaner (TOR) – Orden der regulierten Tertiaren des hl. Franziskus, 1915–1954
- Máximo André Biennès, TOR, 1967–1991
- Paulo Antônio de Conto, 1991–1998, dann Bischof von Criciúma
- José Vieira de Lima, TOR, 1998–2008
- Antônio Emidio Vilar, SDB, 2008–2016, dann Bischof von São João da Boa Vista
- Jacy Diniz Rocha, seit 2017

## Weblinks

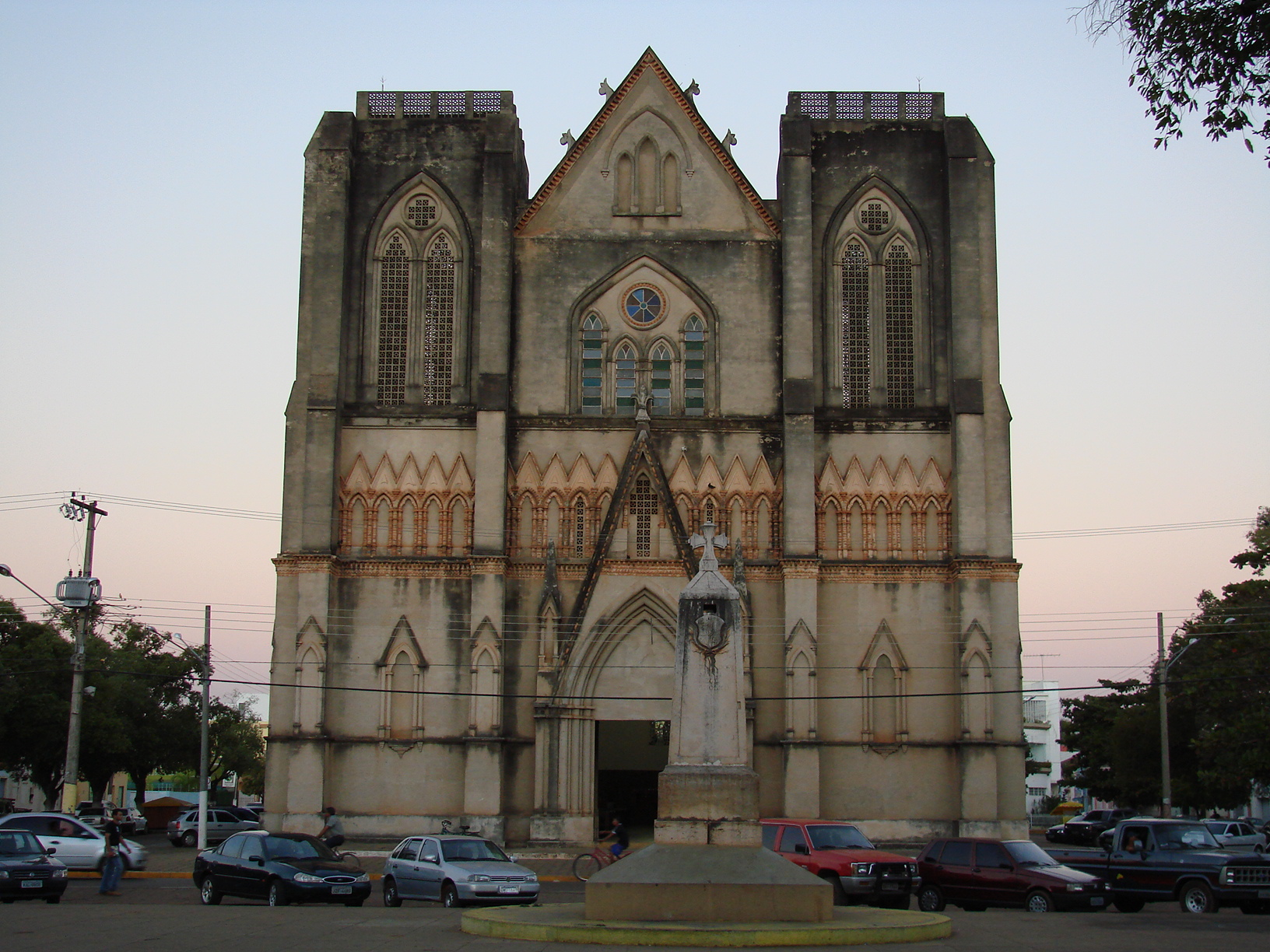
Kathedrale in Cáceres